# منتجع شادن الصحراوي
منتجع شادن الصحراوي، يقع في العلا،بالمملكة العربية السعودية. ويتيح المنتجع ذو المستوى العالمي فرصة إكتشاف ثروات العلا المذهلة والغوص في أعماق الصحراء البرية.

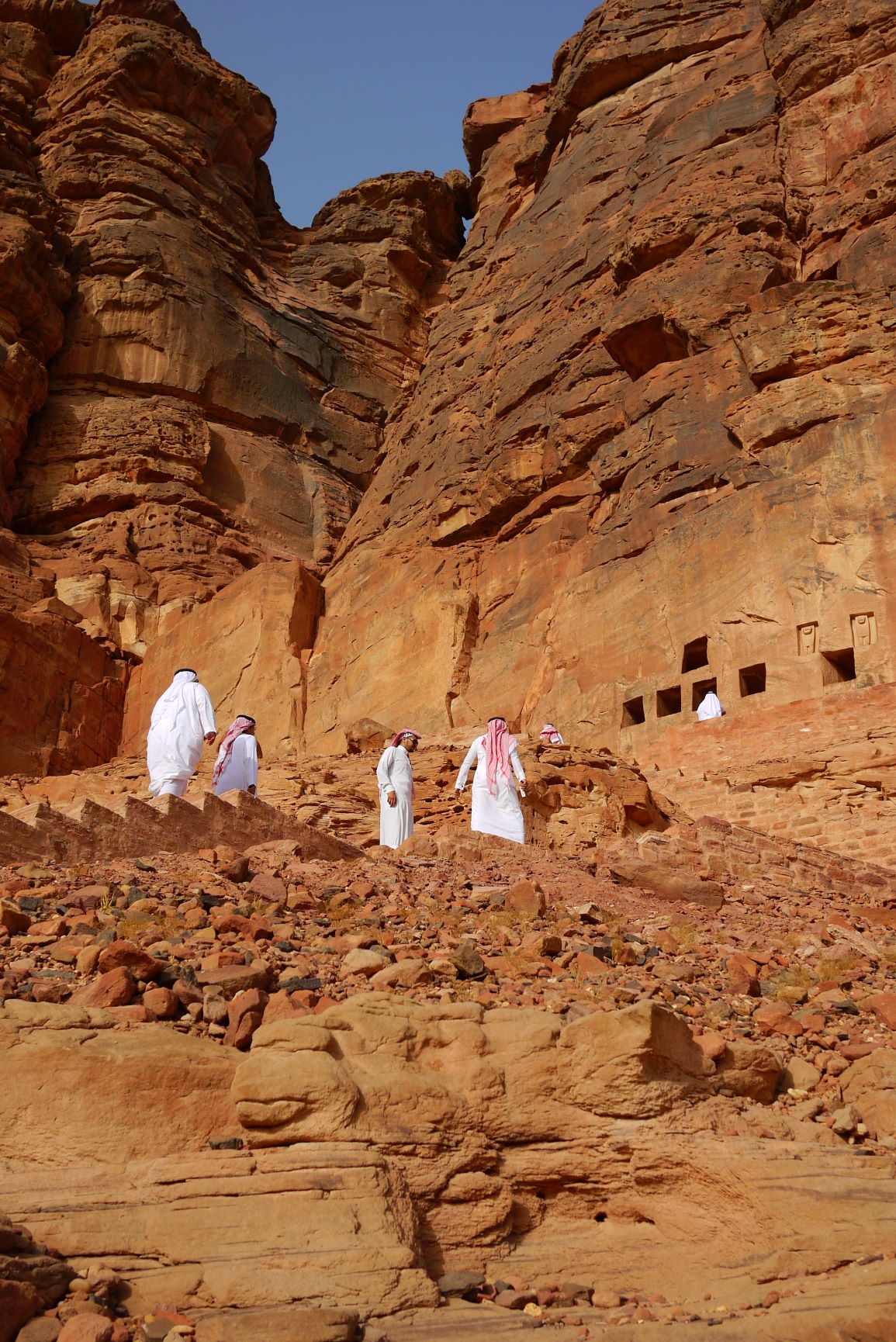
مواقع أثرية في العلا

## الموقع
يوفر منتجع شادن في العلا إطلالات على الجبل، ويوفر أماكن إقامة وصالة مشتركة.

## السكن والإيواء
يتكون المنتجع من 120غرفة وفيلا ديلوكس، تحتوي جميعها على شرفة خاصة. يوفر الجناح الملكي ست غرف نوم وأربعة حمامات ومساحة واسعة للإسترخاء فيها. تحتوي كل وحدة على مطبخ صغير مجهز بالكامل مع ثلاجة ومدفأة ومنطقة جلوس وتلفزيون بشاشة مسطحة وحمام خاص مع دش. وتضم بعض الوحدات منطقة لتناول الطعام وشرفة.

## مميزاته
من مميزات الموقع الفريد للمنتجع يمكن من خلاله إستكشاف العروض الطبيعية الواسعة في المنطقة وركوب الخيول والجمال عبر الكثبان الرملية والإنطلاق في مغامرات بسيارات الدفع الرباعي والسير في المسارات القديمة للكشف عن المزيد من ماضي المملكة العربية السعودية الرائع. ويتميز المنتجع بخيارات الإقامة الفخمة، بما في ذلك الفيلات والأجنحة والخيام الفاخرة الإستثنائية، بالإضافة إلى مطعم كبير يقدم قائمة واسعة من المأكولات المتنوعة.
- مناسب للعائلات
- مناسب للأطفال
- مناسب للمجموعات